# Sascha Lewandowski
Sascha Lewandowski (Dortmund, 5 ottobre 1971 – Bochum, 8 giugno 2016) è stato un allenatore di calcio tedesco.

## Biografia

### Carriera
Al Bayer Leverkusen subentrò a Robin Dutt, insieme a Sami Hyypiä, il 1º aprile 2012, mantenendo il posto in panchina anche all'inizio della stagione seguente per poi lasciare questo ruolo al termine della stessa; tornò quindi alla guida delle giovanili. Il 6 aprile 2014 venne richiamato per allenare il Bayer Leverkusen in sostituzione di Sami Hyypiä. Nella stagione 2015-2016 guidò l'Union Berlino in Zweite Bundesliga, lasciando l'incarico a marzo 2016, dopo che gli era stata diagnosticata una sindrome da burnout.

### Morte
Fu trovato morto in una camera d'albergo: a seguito delle indagini la polizia ipotizzò un suicidio. L'allenatore era indagato per accuse di pedofilia.